# Koopstadt
koopstadt ist ein auf den Zeitraum von bislang neun Jahren (2007–2015) angelegtes Gemeinschaftsprojekt der Städte Bremen, Leipzig und Nürnberg zur Zusammenarbeit im Bereich der Stadtentwicklung. Dieses ausgewählte Modellprojekt zum Austausch von Ideen und Erfahrungen wird im Rahmen der Nationalen Stadtentwicklung vom Bundesministerium für Verkehr, Bau und Stadtentwicklung gefördert.

## Die Kooperationspartner
Die drei Großstädte Bremen, Leipzig und Nürnberg stehen in keinem räumlichen Zusammenhang und weisen unterschiedliche demographische Strukturen auf. Gemeinsam haben sie ihre Größe bezüglich ihrer Siedlungsfläche und der Einwohnerzahl von jeweils etwa einer halben Million, eine relativ kompakte Stadtstruktur und vielfältige Arten kultureller Angebote und sozialer Schichten, sowie eine ähnliche Geschichte bezüglich Handel und Industrie.

## Ziel
Durch das koopstadt-Projekt soll
- ein länderübergreifender Wissens- und Erfahrungsaustausch sowie
- der Vergleich verschiedener Stadtentwicklungsprozesse Bremens, Leipzigs und Nürnbergs stattfinden.

Daraus folgend soll die Kommunikation zwischen den Städten zum
- Erreichen innovativer Lösungen
- Entwickeln neuer Prozesse

führen.
Außerdem will das Projekt
- das öffentliche Bewusstsein für die Möglichkeiten der Stadtentwicklung schärfen,
- individuelle Gestaltungsmöglichkeiten in urbanen Handlungsfeldern aufzeigen und
- Räume für das Engagement von Bürgern und der Wirtschaft eröffnen.

## Themenfelder
Ökonomische Innovationen und kreative Milieus:
- Projekte der Kultur- und Kreativwirtschaft[4]:
  - ehemals industriell genutzte Flächen durch günstige Mieten und freien Raum für Kulturschaffende und Kreative nutzbar machen

- Konkrete Einzelprojekte hierzu sind beispielsweise:
  - die „freihandelszone“ für Kreativwirtschaft in Bremen[5]
  - das „Werkstatt West/Design Quartier Leipzig“[6]
  - die „Vision Weststadt – Experimente und Kreativität“ in Nürnberg[7]

- Technologiestandorte als Transformationsmotoren nutzen und die Veränderungen, die sie in ihrer Umgebung bewirken, aktiv steuern

Urbane Lebensqualität :
- Bildung im Quartier[9]
  - Bestreben zur Vernetzung der Bildungsinstitutionen
  - Optimierung der Bildungsarbeit

- Temporäre Raumpartnerschaften
  - Hinweisen auf kreative und sinnvolle Zwischennutzungsmöglichkeiten für freie Flächen auf Grundstücken und in Gebäuden

- Exportgruppen der einzelnen Städte:
- Ziel: erprobte und erfolgreiche Konzepte aus dem Bereich Stadtentwicklung an die anderen Städte weitergeben
  - Bremen: Klimagerechte, ökologische Stadtentwicklung[10]
  - Leipzig: Instrumentenkoffer Stadtumbau[11]
  - Nürnberg: Profilierung der Innenstadt[12]

Regionale Kooperation :
- Wasser-Region[14]
  - Steigerung der Lebensqualität
  - Anknüpfungspunkt für weitere regionale Kooperationen

	Einzelprojekte für das Thema Wasser-Region:
- „Wassertouristisches Nutzungskonzept“ in Leipzig[15]
- „Blaue Region Nürnberg“[16]
- „Lebensraum Weser“ in Bremen[17]

- Regionale Standorte, Flächen und Netze
  - Attraktivität der Region als Investitionsstandort, sowie als Wohn- und Freizeitmöglichkeit

## Prozessablauf
Das auf neun Jahre (2007–2015) angelegte Großprojekt ist in vier Phasen aufgegliedert:
1. Konzeptphase (2008): Erarbeitung einer Konzeptstudie als Grundlage einer erfolgreichen Kooperation
2. Beschlussphase (Frühjahr 2009): Offizielles Signal zum Beginn der Umsetzung des Konzeptes durch politische Beschlüsse
3. Phase der Einzelprojekte (ab Sommer 2009–2012): Weiterentwicklung und Start der Einzelprojekte
4. Realisierungs- und Evaluationsphase (2012–2015): Verwirklichung der Einzelprojekte sowie Einschätzung und Bewertung des Gesamtprozesses